# 加藤ミリヤ M-MIX 〜MASTERMIX Vol.1〜
『加藤ミリヤ M-MIX ～MASTERMIX Vol.1～』（かとうミリヤ エム・ミックス・マスターミックス・ヴォリューム・ワン）は、日本のシンガーソングライター・加藤ミリヤの初となるリミックス・アルバム。2015年7月29日にSony Music Records内のレーベルMASTERSIX FOUNDATIONから発売された。

## 概要
加藤ミリヤデビュー10周年を記念した、初のリミックス・アルバム。
3枚目のコンピレーションアルバム『MUSE』のディスク2にリミックス音源が収録されていたCDが付属されていたが、本作では完全なるオリジナル音源のままノンストップで全37曲が収録されている。ミックスエンジニアは、初期のツアーよりDJを務めている、DJ SHUYAが手掛けている。

## 収録曲
※他のリミックス特記がない限り、配信アルバム等には「(M-MIX)」と明記されている。
1. DESIRE [3:20]
2. HEART BEAT [2:24]
3. EMOTION [2:01]
4. Higher [2:09]
5. STYLE [1:31]
6. FASHION [1:46]
7. UNIQUE [2:20]
8. Love Forever (DAISHI DANCE REMIX) [0:56]
  - 21stシングル『BELIEVE』収録曲
9. Love Forever [2:29]
10. SAYONARAベイベー [2:01]
11. 女神の光 feat.牧宗孝 [1:47]
12. 夜空 [1:44]
13. ONE DAY 〜夜空 Remix〜 / 加藤ミリヤ loves m-flo [0:40]
14. LALALA feat.若旦那 (T.O.M. REMIX) [1:31]
  - 25thシングル収録曲
15. ジョウネツ 〜take 2 Remix〜 [1:26]
  - 4thシングル収録曲
16. Kiss [1:07]
17. Breathe Again [0:58]
18. Last Summer [1:35]
19. このままずっと朝まで [2:12]
20. 今夜はブギー・バック feat.清水翔太 & SHUN [2:55]
21. ディア ロンリーガール (DJ SHUYA REMIX) [2:37]
  - 33rdシングル『リップスティック』収録曲
22. HEAVEN [1:18]
23. 勇者たち (T.O.M. REMIX) [2:08]
  - 23rdシングル『AIAIAI』収録曲
24. SIGN [1:16]
25. WHY [1:50]
26. RAINBOW [1:34]
27. Never let go [0:34]
28. LIFE IS A SONG [1:41]
29. UGLY [3:24]
30. People [1:24]
31. Better days -sweet love side- [1:29]
32. Lonely Hearts [2:03]
33. I'll be there with you feat.AI & 青山テルマ [3:56]
34. LOVERS partII feat.若旦那 [3:30]
35. 19 Memories [2:23]
36. Aitai [2:10]
37. YOU… feat.仲宗根泉 (HY) [4:16]